# Basilica di San Giovanni Battista (Lonato del Garda)
La basilica di San Giovanni Battista, nota anche come chiesa della Natività di San Giovanni Battista o, più semplicemente, chiesa di San Giovanni Battista, è il principale luogo di culto cattolico nonché la parrocchiale di Lonato del Garda, in provincia di Brescia e diocesi di Verona; fa parte del vicariato del Lago Bresciano.

## Storia
Nel 1145 papa Eugenio III riconobbe la pieve di Lonato come insigne collegiata. La primitiva parrocchiale di Lonato era la pieve di San Zenone, che fu distrutta nel 1339. In seguito a questo fatto, venne costruita nel centro del paese una nuova chiesa dedicata a San Giovanni Battista. L'edificio fu poi ampliato a partire dal 1488 e riconsacrato dal vescovo di Verona Gian Matteo Giberti il 15 ottobre 1540.
L'edificio fu nuovamente edificata su progetto di Paolo Soratini tra il 1738 ed il 1762, e terminato dopo la morte del suo progettista. La consacrazione fu impartita il 22 ottobre 1780 dal vescovo di Verona Giovanni Morosini. Nel 1937 venne rifatta la pavimentazione del presbiterio e nel 1979 anche quella dell'aula. 
Nel settembre del 1980 papa Giovanni Paolo II conferì alla chiesa il titolo di basilica minore. 
In occasione dell'anno santo 2025, la chiesa è stata insignita del titolo di chiesa giubilare.

## Descrizione

### Esterno
L'edificio, progetto di Paolo Soratini, di grandi dimensioni in pietra calcarea bianca in forma barocca e a croce latina,  la facciata in marmo Botticino, orientata ad ovest, è scandida da colonne con le statue di santa Caterina d'Alessandria e santa Barbara sulle due volute laterali, e nelle due nicchie superiori quelle di san Zeno e sant'Annone. Il grande portone centrale propone sulla parte superiore il timpano curvilineo con lo stemma avente il leone rampante con due chiavi e tre gigli, blasone della città. La chiesa è caratterizzata dalla grande cupola a otto vele che la sovrasta sempre del Soratini, che conferisce armonia ed elevazione al grande complesso, e terminante con la statua dorata raffigurante il titolare della chiesa, san Giovanni Battista.

### Interno

L'interno della Basilica.

Opere di pregio soprattutto di ambito veneto adornano i tredici altari laterali e del transetto, quello di San Rocco, della Madonna del Rosario, di San Sebastiano di San Nicola di Bari, di San Zenone, di San Francesco di Paola, del Santissimo e di San Teodoro. Il coro ospita la pala: Predica di San Giovanni Battista, dipinta nel XVIII secolo da Giambettino Cignaroli.

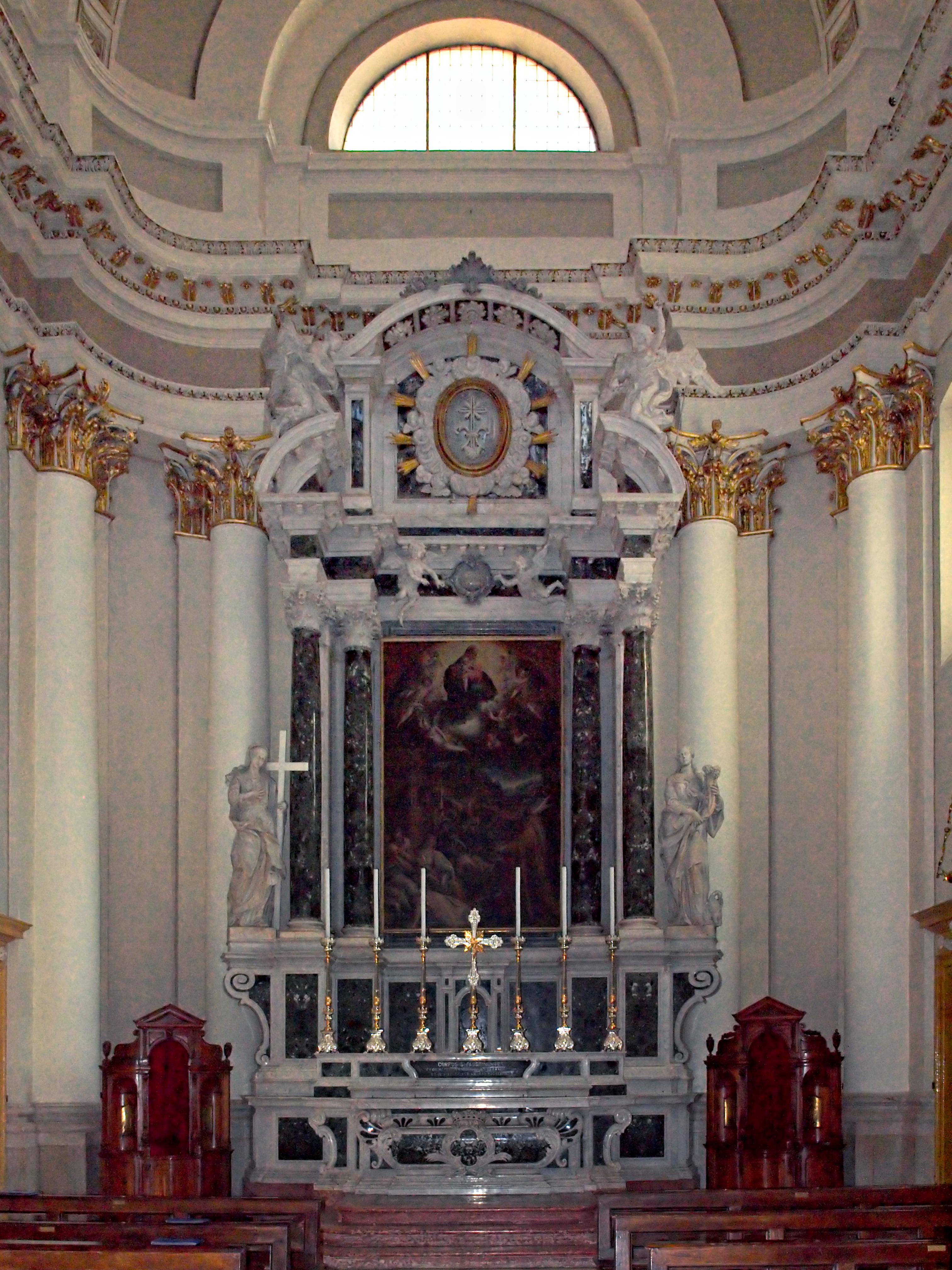
Cappella della Madonna con san Nicola da Tolentino

La tela posta sul primo altare a destra fu commissionata a Pietro Liberi nel 1643, dal Consiglio Comunale, quale voto alla Madonna. La tela: Madonna con san Nicola da Tolentino e un'offerente, raffigura la città nei panni di una donna patrizia, che chiede, per intercessione del santo da Tolentino, la Madonna delle Consolazioni di dare pace alla città di Lonato del Garda, dopo la peste del 1630. La tela termina con due putti che sorreggono il blasone cittadino.  L'altare successivo è intitolato a san Zeno ed espone la pala di Antonio Balestra del 1710 commissionata all'artista dal comune di Lonato. Il terzo altare a destra dedicato a san Francesco da Paola, espone la tela dipinta da Antonio Linetti datata 1741 con la raffigurazione del martirio di san Bartolomeo.
Il transetto destro termina con il grande altare dedicato a san Teodoro con il dipinto attribuito a Paolo Farinati del 1574, proveniente dall'altare maggiore dell'antico edificio e commissionato dalla comunità di Lonato quale voto al santo per preservarla dalla peste bubbonica. Sempre su questo lato della chiesa vi è l'altare del Crocifisso della Confraternita del Santissimo del XVI secolo.
Il transetto sinistro conserva l'altare dedicato alla Visitazione di Maria con la pala di Pietro Perotti, e terminante con l'altare del Santissimo Sacramento opera settecentesca di Teodoro Benedetti con il tabernacolo in marmo considerato uno dei migliori ornamenti della chiesa, e con il grande dipinto della Madonna Assunta in cielo lavoro di Pietro Marone.
Il lato sinistro dell'aula prosegue con l'altare dedicato a san Luigi Gonzaga, e quello successivo a san Sebastiano corredato da due colonne tornite in monolitiche rosso di Francia. Il dipinto del 1582, opera di Paolo Farinati, raffigura i santi Fabiano e Sebastiano.

Il trittico della Resurrezione di Bernardino Licinio del 1528.

Il lato destro prosegue con l'altare il cui dipinto è stato realizzato de Carlo Carrà del 1660, avente la statua barocca della Madonna col Bambino. L'ultimo altare realizzato da un pittore bresciano è intitolato a san Rocco e ornato con la statua del santo, avente il cagnolino con il pane in bocca. L'aula è completamente abbellita dagli affreschi di Giosuè Scotti.

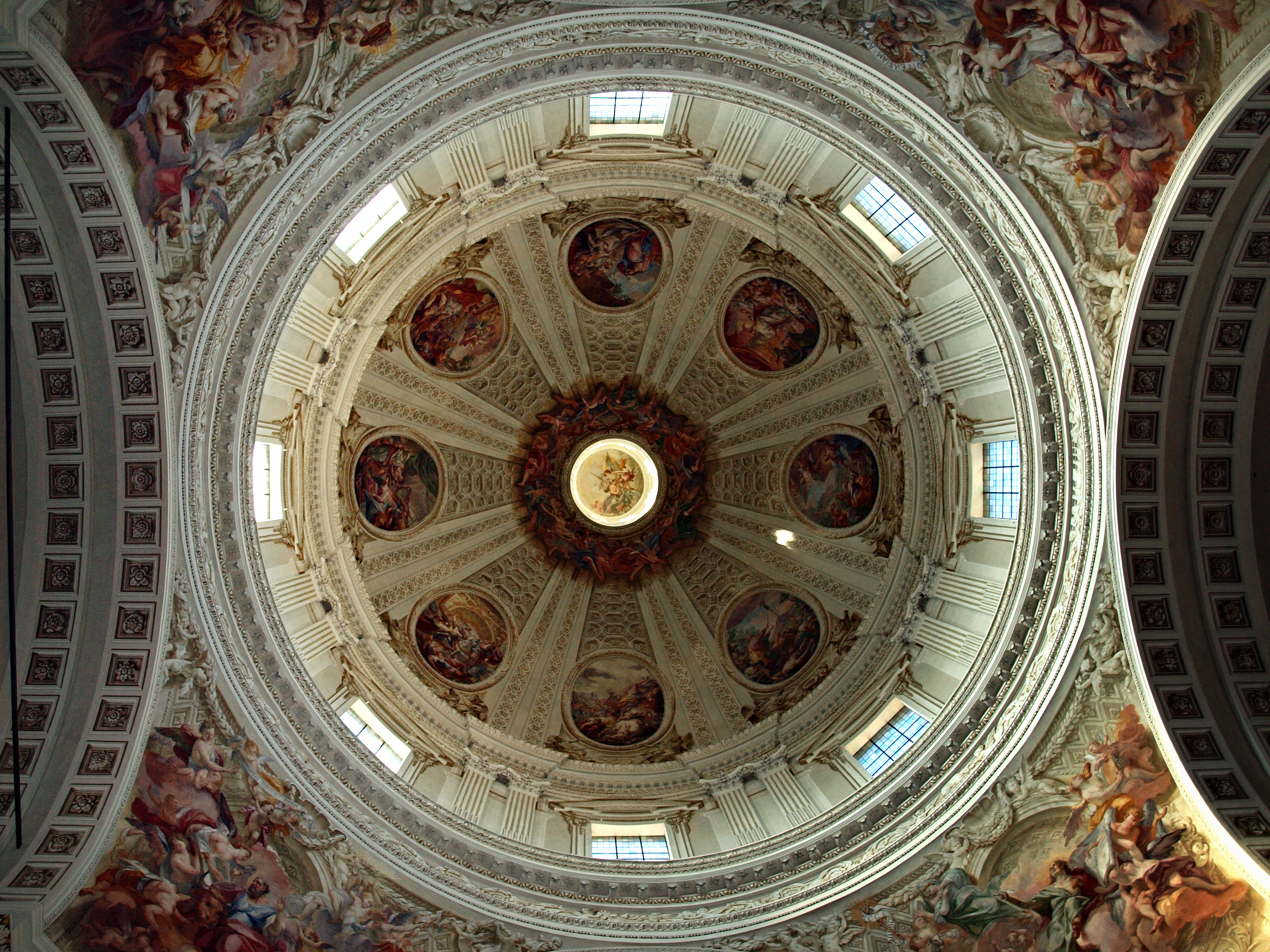
Interno della cupola affrescata da Giosuè Scotti.

### Il presbiterio
Il presbiterio è rialzato rispetto all'aula da due gradini in marmo rosso di Francia, l'abside ospita la grande pala in cornice marmorea dedicata di San Giovanni presente il Cristo alla folla eseguita dal veronese Giambettino Cignaroli nel biennio 1749-1751. Il coro eseguito da Girolamo Foresti la completa. A destra l'ingresso alla sagrestia è sormontato dal ritratto dell'architetto progettista dell'impianto della cattedrale Soratini.
La sagrestia conserva il rinascimentale polittico di Bernardino Licinio del 1528 avente centrale la Resurrezione con la Madonna addolorata e san Giovanni Battista.

### La cupola
La cupola raccoglie in otto tondi, pitture che raccontano scene bibliche del nuovo e del vecchio testamento, e i ritratti dei quattro evangelisti.

### L'organo
L'organo è posto sulla cantoria del presbiterio sul lato destro, in Cornu Epistolae, opposto al lato dedicato alle letture, e ha una storia che nasce nel 1778-79 dai fratelli Giacomo e Giuseppe Benedetti per essere poi ricostruito in misura maggiore da Giovanni Tonoli nel 1863, che pur usando il medesimo materiale fonico dei fratelli Benedetti lo ampliò. Furono poi Diego Porro e Giovanni Maccarielli nel 1894 a ricostruirlo utilizzando quanto già fatto in precedenza.

### I Sacri Tridui in ricordo dei defunti
Ogni anno vengono dedicati tre giorni alla preghiera per i defunti, dal lontano 1828, quando la macchina dei tridui fu inaugurata. Montata al centro dell’altare nella Basilica della Natività di San Giovanni Battista, la scenografica macchina dei Sacri Tridui è frutto del progetto di Leonardo Manzati: un tripudio di angeli, raggiere di luci, candele, candelabri e fregi dorati che per tre giorni accompagnano le preghiere dei parrocchiani in suffragio dei defunti. La macchina avvolge e sovrasta l’intero altare maggiore, dove una luminosa raggiera accoglie il Santissimo Sacramento.

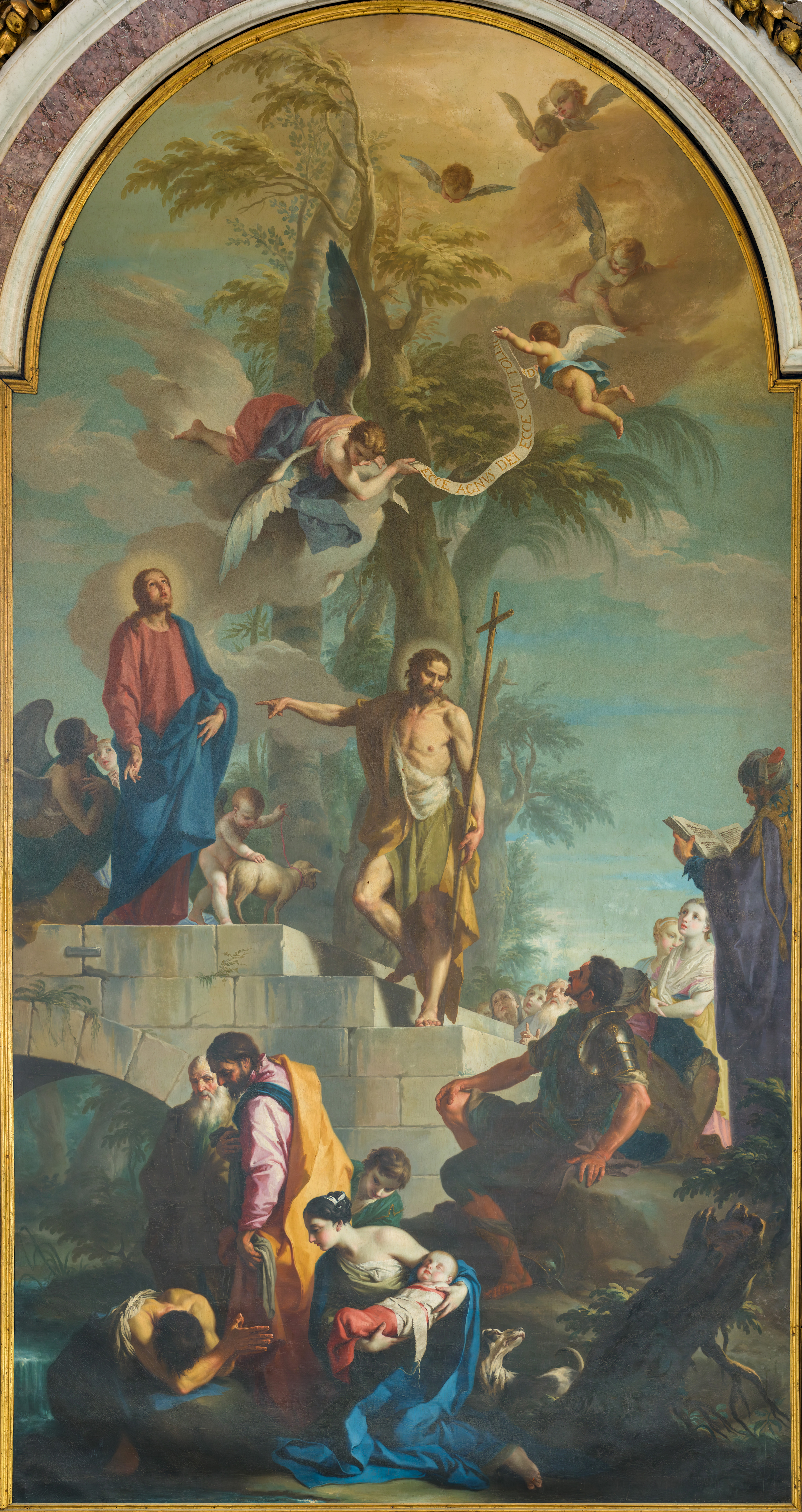
La pala dell'altare maggiore di Gianbettino Cignaroli.
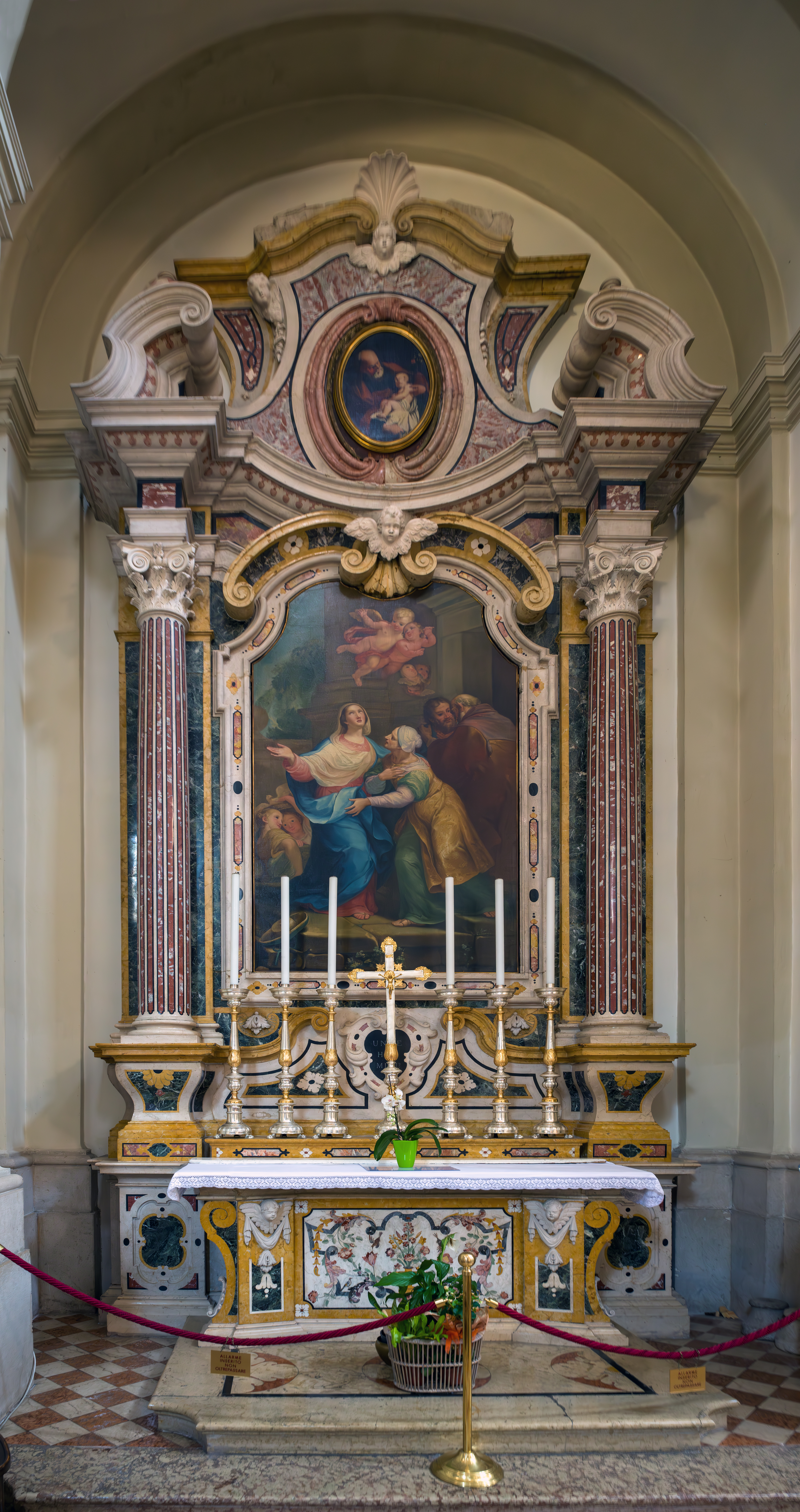
L'altare della Visitazione con pala di Pietro Perotti (1712-1776) e ovale nel timpano di Gian Domenico Cignaroli.
Il crocifisso ligneo all'ingresso.
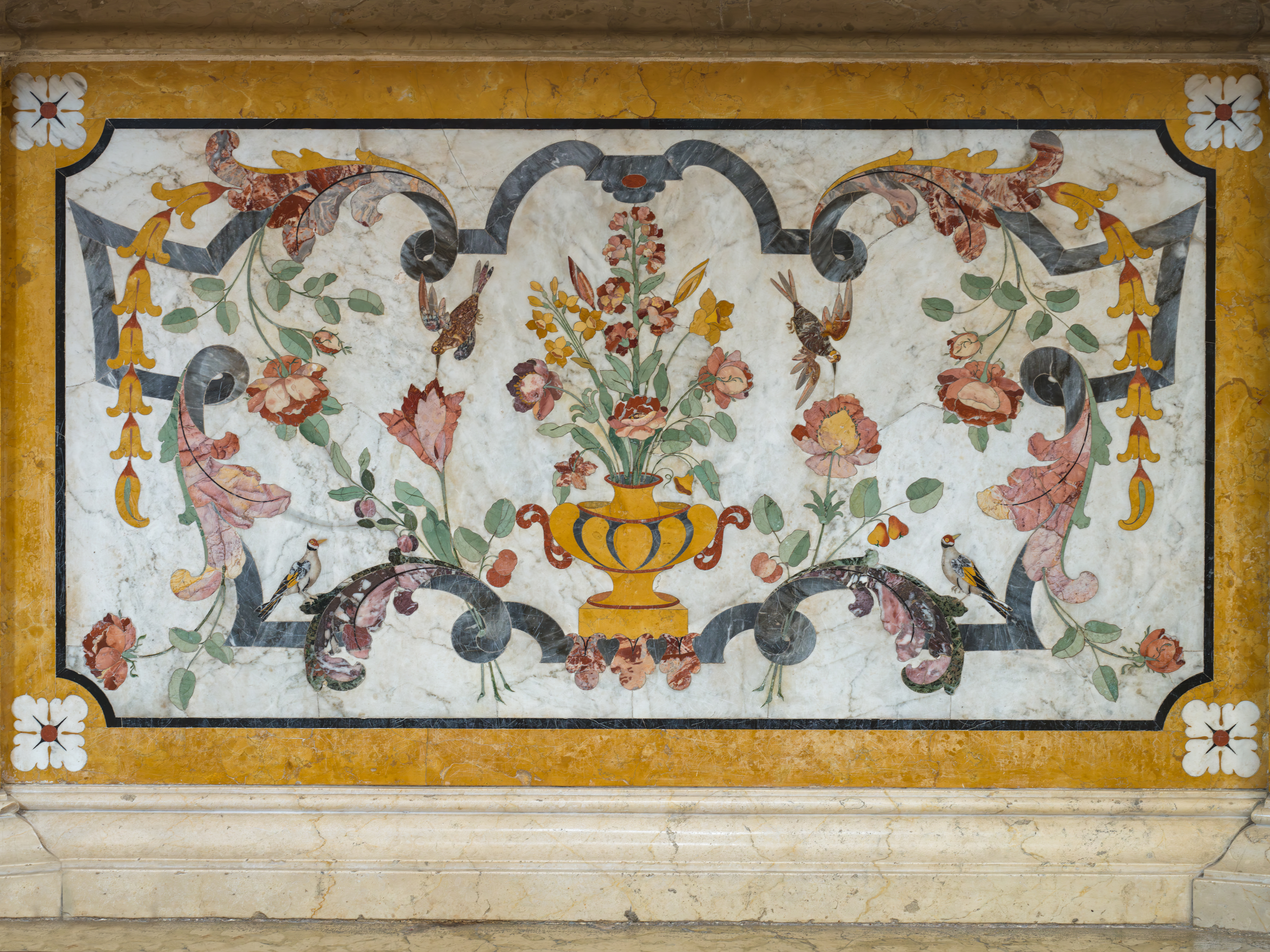
Paliotto a scagliola dell'altare della Visitazione.
Paliotto marmoreo dell'altare di San Sebastiano.